# 塞爾克火山
17°20′35″S 69°21′47″W / 17.34306°S 69.36306°W
塞爾克火山（Sirk'i），是玻利維亞的火山，位於該國西部拉巴斯省，屬於安第斯山脈的一部分，處於莫里河以北，毗鄰與智利和秘魯接壤的邊境，海拔高度5,072米。